# Allison Beveridge
Allison Beveridge (Calgary, 1 de junio de 1993) es una deportista canadiense que compite en ciclismo en la modalidad de pista, especialista en la prueba de persecución por equipos.
Participó en dos Juegos Olímpicos de Verano, obteniendo una medalla de bronce en Río de Janeiro 2016, en la prueba de persecución por equipos (haciendo equipo con Jasmin Glaesser, Kirsti Lay y Georgia Simmerling), y el cuarto lugar en Tokio 2020, en la misma prueba.
Ganó cuatro medallas en el Campeonato Mundial de Ciclismo en Pista entre los años 2014 y 2016.

## Medallero internacional
| Juegos Olímpicos   | Juegos Olímpicos        | Juegos Olímpicos  | Juegos Olímpicos        |
| Año                | Lugar                   | Medalla           | Competición             |
| ------------------ | ----------------------- | ----------------- | ----------------------- |
| 2016               | Río de Janeiro (Brasil) | Medalla de bronce | Persecución por equipos |
| Campeonato Mundial |                         |                   |                         |
| Año                | Lugar                   | Medalla           | Competición             |
| 2014               | Cali (Colombia)         | Medalla de plata  | Persecución por equipos |
| 2015               | Saint-Quentin (Francia) | Medalla de bronce | Persecución por equipos |
| 2015               | Saint-Quentin (Francia) | Medalla de bronce | Scratch                 |
| 2016               | Londres (Reino Unido)   | Medalla de plata  | Persecución por equipos |

## Palmarés
2017
- Campeonato de Canadá en Ruta